# Ota III. Švábský
Ota III. Švábský († 28. září 1057), známý též jako Ota III. Bílý nebo také Ota ze Schweinfurtu, byl v letech 1024 až 1031 markrabětem Nordgau a v letech 1048 až 1057 švábským vévodou. Byl otcem Jindřicha Nordgavského a Gerbergy z Grabfeldu. Jeho sestrou byla Jitka ze Schweinfurtu, česká kněžna a manželka Břetislava I.
Ota byl jedním z nejsilnějších knížat ve východní části Frank. V roce 1024 se po smrti svého otce stal markrabětem Nordgau. V roce 1040 v bitvě u Brůdku stál na straně Jindřicha III. a válčil proti Břetislavovi, jeho švagr však přesto v bitvě zvítězil.
V roce 1048 jej po smrti Oty II. Švábského Jindřich III. jmenoval švábským vévodou.
Ota III. Švábský zemřel 28. září 1057.

## Rodina
Ota byl zasnoubený s Matyldou Polskou, dcerou Boleslava Chrabrého. Jeho ženou se však stala Immilla Turínská, dcera Oldřicha Manfreda, turínského markraběte. Měli spolu 5 dcer.
- Berta (zemřela 1. dubna 1103)
- Gisela
- Judita
- Eilika
- Beatrix